# Serbische Eishockeyliga 2015/16
Die Saison 2015/16 der Serbischen Eishockeyliga  war die zehnte Spielzeit der höchsten Eishockey-Spielklasse Serbiens. Meister wurde erneut der HK Partizan Belgrad.

## Teilnehmer
Der HK Beostar zog sich vom Spielbetrieb zurück, dafür kehrten nach einem Jahr Pause der HK NS Stars, sowie nach mehreren Jahren finanzieller Probleme der HK Vojvodina Novi Sad zurück. Der KHK Roter Stern Belgrad meldete unter dem Namen Red Team eine Nachwuchsmannschaft zum Spielbetrieb an, so dass die Liga zunächst aus den folgenden sieben Teams bestand:
- HK Partizan Belgrad
- HK Vojvodina Novi Sad
- HK NS Stars
- Tisza Volán Szeged
- HK Vitez Belgrad
- KHK Roter Stern Belgrad
- Red Team

Nach zwei Spieltagen wurde die Mannschaft Red Team vom Spielbetrieb abgemeldet, die Spielergebnisse wurden annulliert.

## Modus
Die Meisterschaft wurde zunächst im Ligasystem ausgetragen, wobei jedes Team zweimal gegen die anderen Mannschaften spielte. Für einen Sieg nach regulärer Spielzeit gab es drei Punkte, für einen Sieg nach Verlängerung oder Penaltyschießen zwei Punkte und für eine Niederlage nach Verlängerung oder Penaltyschießen einen Punkt. Bei einer Niederlage nach regulärer Spielzeit ging die Mannschaft leer aus. 
Die beiden besten Mannschaften der Hauptrunde qualifizieren sich für das Meisterschaftsfinale, das im Modus Best of Five ausgetragen wird. Der dritte Platz wird zwischen der dritt- und viertplatzierten Mannschaft im Modus Best of Three ausgespielt.

## Hauptrunde

### Tabelle
| Pl. |                         | Sp | S | OTS | OTN | N  | Tore    | Punkte |
| 1.  | KHK Roter Stern Belgrad | 10 | 9 | 0   | 0   | 1  | 101:015 | 27     |
| 2.  | HK Partizan Belgrad     | 10 | 8 | 0   | 0   | 2  | 076:018 | 24     |
| 3.  | Tisza Volán Szeged      | 10 | 7 | 0   | 0   | 3  | 065:040 | 21     |
| 4.  | HK NS Stars             | 10 | 4 | 0   | 0   | 6  | 049:050 | 12     |
| 5.  | HK Vitez Belgrad        | 10 | 2 | 0   | 0   | 8  | 022:094 | 5      |
| 6.  | HK Vojvodina Novi Sad   | 10 | 0 | 0   | 0   | 10 | 011:107 | 0      |

### Beste Scorer
Abkürzungen: Sp = Spiele, T = Tore, V = Assists, Pkt = Punkte, SM = Strafminuten
| Spieler           | Team                    | Sp | T  | V  | Pkt | SM |
| ----------------- | ----------------------- | -- | -- | -- | --- | -- |
| Pavel Popravka    | KHK Roter Stern Belgrad | 10 | 16 | 16 | 32  | 2  |
| Marko Milovanović | HK Partizan Belgrad     | 9  | 15 | 13 | 28  | 2  |
| Dmitri Markelow   | KHK Roter Stern Belgrad | 10 | 12 | 16 | 28  | 18 |
| Dominik Crnogorac | KHK Roter Stern Belgrad | 7  | 11 | 16 | 27  | 51 |
| Miloš Babić       | HK NS Stars             | 10 | 8  | 12 | 20  | 12 |
| Anton Schukow     | HK Partizan Belgrad     | 6  | 8  | 12 | 20  | 4  |
| Tamas Odry        | Tisza Volán Szeged      | 9  | 4  | 15 | 19  | 4  |
| Robert Sabadoš    | KHK Roter Stern Belgrad | 10 | 12 | 5  | 17  | 8  |
| Nikola Kerezović  | KHK Roter Stern Belgrad | 7  | 9  | 8  | 17  | 2  |
| Uroš Bjelogrlić   | KHK Roter Stern Belgrad | 10 | 8  | 9  | 17  | 8  |

## Play-offs

### Serie um Platz 3
| 6. März 2016 18:00 Uhr | Tisza Volán Szeged | 6:4 (2:1, 2:2, 2:1) Spielbericht | HK NS Stars | Szegedi Műjégpálya, Szeged Zuschauer: 900 |

| 20. März 2016 13:30 Uhr | HK NS Stars | 5:4 (2:2, 1:1, 2:1) Spielbericht | Tisza Volán Szeged | Ledena dvorana Pionir, Belgrad Zuschauer: 950 |

| 26. März 2016 18:00 Uhr | Tisza Volán Szeged | 6:5 (2:1, 4:2, 0:2) Spielbericht Stand: 2:1 | HK NS Stars | Szegedi Műjégpálya, Szeged Zuschauer: 1000 |

### Finale
| 11. März 2016 17:30 Uhr | KHK Roter Stern Belgrad | 4:5 (0:2, 3:0, 1:3) Spielbericht | HK Partizan Belgrad | Ledena dvorana Pionir, Belgrad Zuschauer: 950 |

| 14. März 2016. 17:30 Uhr | KHK Roter Stern Belgrad | 5:3 (1:2, 3:1, 1:0) Spielbericht | HK Partizan Belgrad | Ledena dvorana Pionir, Belgrad |

| 18. März 2016 17:45 Uhr | HK Partizan Belgrad | 6:1 (4:0, 1:0, 1:1) Spielbericht | KHK Roter Stern Belgrad | Ledena dvorana Pionir, Belgrad Zuschauer: 1.100 |

| 20. März 2016 17:30 Uhr | HK Partizan Belgrad | 3:2 n. V. (0:0, 0:1, 2:1, 1:0) Spielbericht Stand: 3:1 | KHK Roter Stern Belgrad | Ledena dvorana Pionir, Belgrad Zuschauer: 1.426 |